# Neon Golden
Neon Golden ist das sechste Studioalbum der Weilheimer Independent-Band The Notwist. Es erschien am 14. Januar 2002 auf dem Label City Slang.

## Entstehung
Knapp vier Jahre nach ihrem Album Shrink veröffentlichten The Notwist im Januar 2002 den Nachfolger. Stärker als auf den Vorgänger-Alben kamen auf Neon Golden – vor allem durch Martin Gretschmann forciert – elektronische Elemente zum Tragen, die zusammen mit dem Gitarren-orientierten Sound der Band und symphonischer Untermalung einen eigenen Klangkosmos bildeten.
Das Album wurde von der Kritik größtenteils mit hohem Lob aufgenommen. In den Jahrescharts der renommierten deutschen Musikmagazine befand sich Neon Golden im Jahr 2002 durchweg auf oberen Platzierungen. Auch bei den Schallplattenkäufern stieß es auf Akzeptanz. So belegte es in den deutschen Media-Control-Verkaufscharts Platz 10.
Im selben Jahr wurde auf 3sat ein 90-minütiger Dokumentarfilm von Jörg Adolph mit dem Namen On/Off The Record ausgestrahlt. Dieser porträtierte den gesamten Entstehungsprozess des Albums, vom Aufnahmeprozess über Veröffentlichungsverhandlungen und Pressetermine bis hin zum ersten Auftritt. Der Film wurde im Winter 2006 bei City Slang auf DVD veröffentlicht.
Neon Golden wurde auf Konzerten auch als Doppel-3"-CD im Digipak verkauft.

## Titelliste
1. One Step Inside Doesn’t Mean You Understand – 3:15
2. Pilot – 4:28
3. Pick up the Phone – 3:55
4. Trashing Days – 3:24
5. This Room – 4:45
6. Solitaire – 3:29
7. One with the Freaks – 3:38
8. Neon Golden – 5:54
9. Off the Rails – 3:27
10. Consequence – 5:13

## Singles
- Trashing Days (2001)
- Pilot (November 2001)
- Pick Up The Phone (März 2002)

## Weitere Mitwirkende
- Cello: Sebastian Hess
- Saxophone: Ulrich Wangenheim (auch Klarinette), Johannes Enders
- Kontrabass: Robert Klinger
- Piano: Roberto Di Gioia

## Auszeichnungen
- Im Dezember 2009 wurde es durch den Zündfunk als bestes Album des Jahrzehnts ausgezeichnet.